# Sagellula octomunita
Sagellula octomunita là một loài nhện trong họ Sparassidae.
Loài này thuộc chi Sagellula. Sagellula octomunita được miêu tả năm 1906 bởi Dönitz & Embrik Strand.